# Campionati mondiali di skeleton 2016
I Campionati mondiali di skeleton 2016, venticinquesima edizione della manifestazione organizzata dalla Federazione Internazionale di Bob e Skeleton, si sono tenuti dal 14 al 20 febbraio 2016 ad Igls, in Austria, sulla pista olimpica omonima e si sono disputate gare in due differenti specialità: nel singolo uomini e nel singolo donne.
Le vittorie sono state conquistate dal lettone Martins Dukurs, al suo quarto trionfo iridato, e dalla tedesca Tina Hermann, alla sua prima affermazione mondiale; grazie a questo risultato lo stesso Dukurs sopravanza lo svizzero Gregor Stähli, detentore di tre titoli, in testa alla classifica dei plurivincitori della specialità.
Anche questa edizione dei mondiali, come ormai da prassi iniziata nella rassegna di Schönau am Königssee 2004, si è svolta contestualmente a quella di bob e proprio insieme agli atleti di quest'ultima disciplina è stato assegnato il titolo nella gara a squadre che ha visto trionfare la squadra tedesca.
Per la prima volta dall'edizione del 1998 nessuna nazione del continente nordamericano ha ottenuto medaglie, infatti né gli Stati Uniti né il Canada sono riusciti a salire sul podio. D'altro canto la Corea del Sud ha ottenuto la prima medaglia nella storia per un paese appartenente al continente asiatico.

## Risultati

### Singolo uomini
La gara si è disputata il 18 e il 19 febbraio nell'arco di quattro manches ed hanno preso parte alla competizione 34 atleti in rappresentanza di 19 differenti nazioni; campione uscente era il lettone Martins Dukurs, che vince nuovamente la medaglia d'oro e diventa l'atleta più titolato ai mondiali calando il poker dopo i trionfi a Schönau am Königssee 2011, a Lake Placid 2012 e a Winterberg 2015 ed a Lake Placid 2012; al secondo posto si piazzano con lo stesso tempo il russo Aleksandr Tret'jakov, già campione iridato a Sankt Moritz 2013 e campione olimpico a Soči 2014, e il sudcoreano Yun Sung-Bin che regala al proprio paese la prima medaglia mondiale nella storia di questo sport.
| Pos.         | Atleti                 | Nazione       | Tempo   | Distacco |
| ------------ | ---------------------- | ------------- | ------- | -------- |
|              | Martins Dukurs         | Lettonia      | 3'28"84 |          |
|              | Aleksandr Tret'jakov   | Russia        | 3'29"97 | +1"13    |
| Yun Sung-Bin | Corea del Sud          | 3'29"97       | +1"13   |          |
| 4            | Axel Jungk             | Germania      | 3'30"71 | +1"87    |
| 5            | Nikita Tregubov        | Russia        | 3'30"96 | +2"12    |
| 6            | Tomass Dukurs          | Lettonia      | 3'31"22 | +2"39    |
| 7            | Kilian von Schleinitz  | Germania      | 3'31"93 | +3"09    |
| 8            | Nathan Crumpton        | Stati Uniti   | 3'32"12 | +3"28    |
| 9            | Matthew Antoine        | Stati Uniti   | 3'32"23 | +3"39    |
| 10           | Dominic Edward Parsons | Gran Bretagna | 3'32"29 | +3"45    |

### Singolo donne
La gara si è disputata il 19 e il 20 febbraio nell'arco di quattro manches ed hanno preso parte alla competizione 26 atlete in rappresentanza di 16 differenti nazioni; campionessa uscente, nonché campionessa olimpica in carica, era la britannica Elizabeth Yarnold, non presente alla competizione,  ed il titolo è stato conquistato dalla tedesca Tina Hermann, alla sua prima vittoria mondiale nel singolo e al suo secondo oro nella manifestazione dopo quello ottenuto nella gara a squadre, davanti all'atleta di casa Janine Flock, già vincitrice di due titoli europei e alla sua prima medaglia individuale, e alla russa Elena Nikitina, medaglia di bronzo olimpica a Soči 2014.
| Pos. | Atleti             | Nazione     | Tempo   | Distacco |
| ---- | ------------------ | ----------- | ------- | -------- |
|      | Tina Hermann       | Germania    | 3'36"50 |          |
|      | Janine Flock       | Austria     | 3'36"96 | +0"46    |
|      | Elena Nikitina     | Russia      | 3'37"09 | +0"59    |
| 4    | Marina Gilardoni   | Svizzera    | 3'37"34 | +0"84    |
| 5    | Annie O'Shea       | Stati Uniti | 3'37"37 | +0"87    |
| 6    | Elisabeth Vathje   | Canada      | 3'37"48 | +0"98    |
| 7    | Sophia Griebel     | Germania    | 3'37"55 | +1"05    |
| 8    | Kimberley Bos      | Paesi Bassi | 3'37"78 | +1"28    |
| 9    | Jacqueline Lölling | Germania    | 3'37"97 | +1"28    |
| 10   | Katie Uhlaender    | Stati Uniti | 3'38"36 | +1"86    |

### Gara a squadre
La gara si è disputata il 14 febbraio ed ogni squadra nazionale ha potuto prendere parte alla competizione con due formazioni; nello specifico la prova ha visto la partenza di uno skeletonista, di un equipaggio del bob a due femminile, di una skeletonista e di un equipaggio del bob a due maschile per ognuna delle 14 formazioni, che hanno gareggiato ciascuno in una singola manche; la somma totale dei tempi così ottenuti ha laureato campione la squadra tedesca di Axel Jungk, Anja Schneiderheinze, Franziska Bertels, Tina Hermann, Johannes Lochner e Joshua Bluhm davanti a quella austriaca formata da Matthias Guggenberger, Christina Hengster, Sanne Dekker, Janine Flock, Benjamin Maier e Dănuț Ion Moldovan e all'altra compagine tedesca composta da Michael Zachrau, Stephanie Schneider, Anne Lobenstein, Jacqueline Lölling, Nico Walther e Jannis Bäcker. La squadra Russia-1, che conquistò inizialmente la medaglia d'argento, è stata squalificata a marzo del 2021 a causa della nota vicenda doping emersa dopo le olimpiadi di Soči 2014.
| Pos. | Squadra                                       | Atleti | Tempo   | Distacco |
| ---- | --------------------------------------------- | --- | ------- | -------- |
|      | Germania I                                    | Axel Jungk Anja Schneiderheinze / Franziska Bertels Tina Hermann Johannes Lochner / Tino Paasche                  | 3'31"47 |          |
|      | Austria I                                     | Matthias Guggenberger Christina Hengster / Sanne Dekker Janine Flock Benjamin Maier / Dănuț Ion Moldovan          | 3'32"93 | +1"46    |
|      | Germania II                                   | Michael Zachrau Stephanie Schneider / Anne Lobenstein Jacqueline Lölling Nico Walther / Jannis Bäcker             | 3'33"05 | +1"58    |
| 4    | Canada I                                      | Dave Greszczyszyn Kaillie Humphries / Kasha Lee Jane Channell Justin Kripps / Ben Coakwell                        | 3'33"35 | +1"88    |
| 5    | Stati Uniti II                                | Kyle Brown Jamie Greubel-Poser / Terra Evans Kendall Wesenberg Nick Cunningham / James Reed                       | 3'33"55 | +2"08    |
| 6    | Stati Uniti I                                 | Matthew Antoine Elana Meyers-Taylor / Lauren Gibbs Annie O'Shea Steven Holcomb / Samuel McGuffie                  | 3'33"63 | +2"16    |
| 7    | Canada II                                     | Barrett Martineau Alysia Rissling / Julia Corrente Elisabeth Vathje Christopher Spring / Samuel Giguere           | 3'33"73 | +2"26    |
| 8    | Gran Bretagna I                               | Dominic Edward Parsons Mica McNeill / Aleasha Kiddle Laura Deas Bruce Tasker / John Baines                        | 3'33"79 | +2"32    |
| 9    | Squadra Internazionale II Canada/ Stati Uniti | Evan Neufeldt Christine de Bruin / Janine McCue Katie Uhlaender Justin Olsen / Evan Weinstock                     | 3'33"95 | +2"48    |
| DSQ  | Russia I                                      | Aleksandr Tret'jakov Aleksandra Rodionova / Julija Šokšueva Elena Nikitina Aleksandr Kas'janov / Maksim Mokrousov | 3'32"12 | +0"65    |

## Medagliere
| Posizione | Nazione       | Oro | Argento | Bronzo | Totale |
| --------- | ------------- | --- | ------- | ------ | ------ |
| 1         | Germania      | 2   | 0       | 1      | 3      |
| 2         | Lettonia      | 1   | 0       | 0      | 1      |
| 3         | Austria       | 0   | 2       | 0      | 2      |
| 4         | Russia        | 0   | 1       | 1      | 2      |
| 5         | Corea del Sud | 0   | 1       | 0      | 1      |
| Totale    | Totale        | 3   | 4       | 2      | 9      |